# Galaktička formacija i evolucija
Galaktička formacija i evolucija proučava galaksije i pokušava pronaći odgovor na sljedeća pitanja:
- Kako se iz homogenog svemira stvorio nehomogeni svemir u kojem mi živimo ?
- Kako su se stvorile galaktike ?
- Kako se galaktike mijenjaju tijekom vremena ?